# Ганнівська сільська рада (Добропільський район)
| Ганнівська сільська рада — колишній орган місцевого самоврядування у Добропільському районі Донецької області з адміністративним центром у с. Ганнівка. Сільській раді були підпорядковані населені пункти: - с. Ганнівка - с. Кутузовка - с. Рубіжне |

## Склад ради
Рада складалася з 16 депутатів та голови.

## Керівний склад сільської ради
| ПІБ                           | Основні відомості                                                         | Дата обрання | Дата звільнення |
| ----------------------------- | ------------------------------------------------------------------------- | ------------ | --------------- |
| Тітов Олександр Володимирович | Сільський голова, 1959 року народження, освіта, член Партії регіонів      | 26.03.2006   | 31.10.2010      |
| Тітов Олександр Володимирович | Сільський голова, 1959 року народження, освіта вища, член Партії регіонів | 31.10.2010   |                 |

Примітка: таблиця складена за даними джерела